# Miroir plasma
Les miroirs plasmas sont une catégorie d’optique utilisée en physique à ultra haute intensité (UHI).
Ils ont de nombreuses applications telles que l’augmentation du contraste temporel de lasers ultra-intenses, la génération de rayonnements dans l’extrême ultraviolet (XUV) sous la forme d’impulsions attosecondes, l’accélération de particules chargées (ions et électrons) ou la mise en forme spatiale de faisceaux laser et XUV.

## Principe

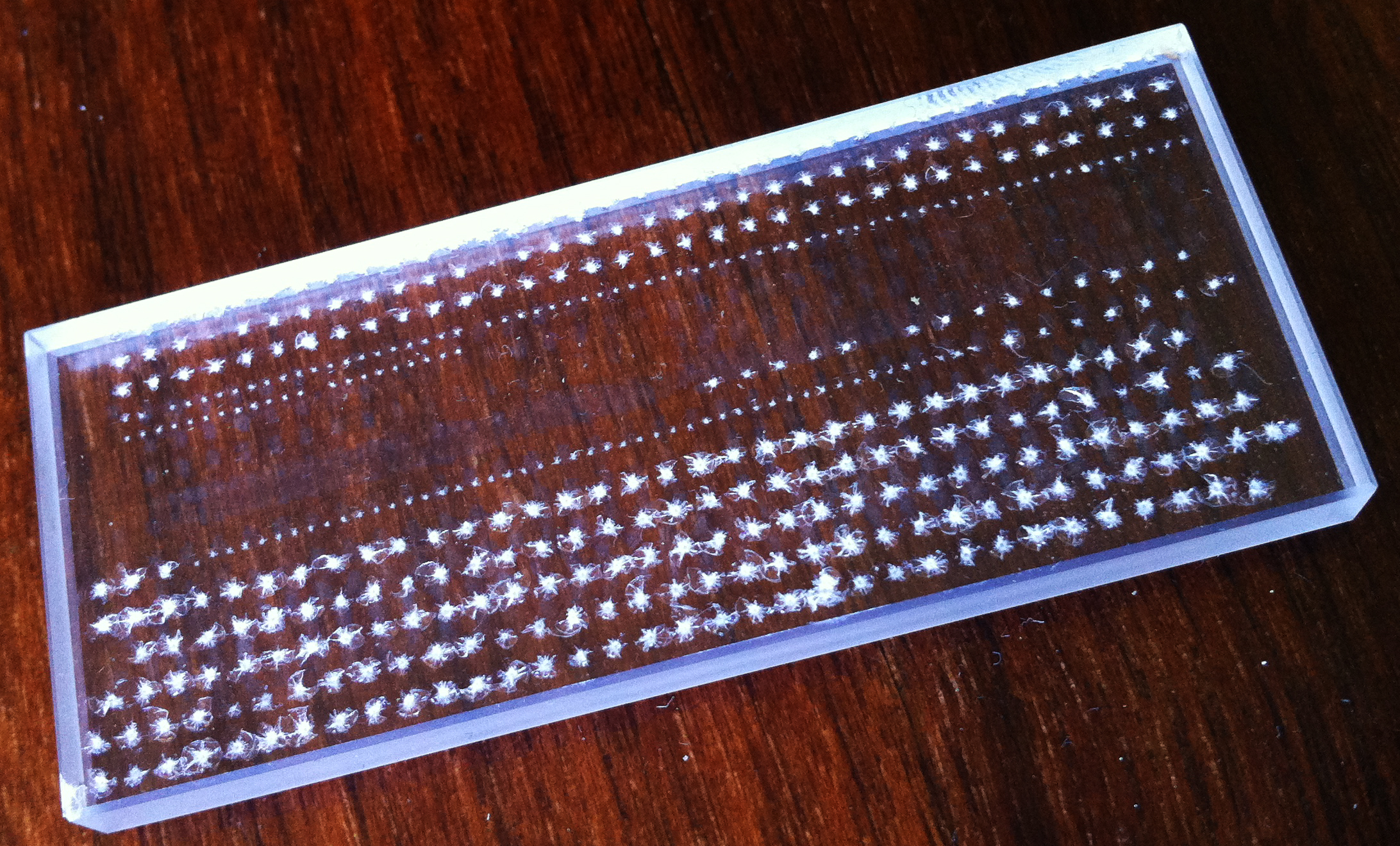
Exemple de cible solide (en verre ici) utilisée pour générer des miroirs plasmas. La cible est détruite après chaque réflexion du laser (impacts).

Lorsqu’un laser est focalisé sur un solide avec un éclairement énergétique supérieur à environ 1014W/cm2, le solide est ionisé et une couche de plasma se forme à sa surface. Les électrons libres répondent alors au champ électromagnétique du laser en le réfléchissant de façon spéculaire (voir réflexion spéculaire) : c’est un miroir plasma.
Attention : on ne parle de miroir plasma que si la réflexion est spéculaire, c’est-à-dire que le profil angulaire du laser réfléchi n’est pas affecté par l’interaction. Pour cela, il est nécessaire que l’interface entre le vide et le plasma soit la plus raide possible : plus petite que la longueur d'onde longueur d’onde du laser. Or, comme le plasma se détend de façon thermodynamique dans le vide, pour garder une faible longueur d’interface vide-plasma, il faut que cette détente reste faible pendant le temps que met l’impulsion à se réfléchir. Ce critère implique que les miroirs plasmas n’existent que pour des lasers ultra-brefs avec des durées d’impulsion typiquement inférieures à la picoseconde.
Même si après la réflexion du laser la cible est détruite (voir photo), les miroirs plasmas permettent de manipuler des faisceaux lasers ultra-intenses tout en gardant leurs propriétés inchangées, voire en les améliorant (voir application 1). 

## Applications

### Amélioration du contraste temporel d’un laser
Les lasers ultra-intenses ont classiquement un contraste temporel nanoseconde de l’ordre de 10-8-10-9, cela s’appelle le piédestal et est dû à l'émission spontanée amplifiée. Or si on focalise un tel laser femtoseconde sur de la matière de façon à atteindre une intensité de 1020-21W/cm2, ce piédestal nanoseconde est suffisamment intense, de l’ordre de 1013W/cm2, pour fortement perturber la cible longtemps avant l’arrivée de l’impulsion principale - par exemple pour initier une détente de celle-ci vers le vide. L’interaction de l’impulsion principale ne se fait pas alors avec un solide raide mais avec un gaz ou un plasma diffus. Il est donc primordial d’augmenter le contraste temporel du laser. Pour cela on peut utiliser un miroir plasma.

Le laser est focalisé sur la surface d’une lame de verre traitée antireflet à la longueur d’onde laser de telle sorte  que le maximum d’éclairement temporel soit  environ 5 à 10 fois supérieur au seuil d’ionisation du solide. Tout le piédestal qui se situe temporellement avant l’impulsion n’est pas assez intense pour ioniser le verre : il est transmis à travers celui-ci (voir figure 1 étape 1 et 2). Dans un second temps, l’impulsion principale ionise le verre dès le tout début de son front montant et crée un miroir plasma (étape 2) : le reste de l’impulsion est alors réfléchi (étape 3) par le miroir plasma. Finalement, le piédestal avant l’impulsion principale est en grande partie retiré. Cette technique permet d’augmenter le contraste laser d’environ 2 ordres de grandeur. 

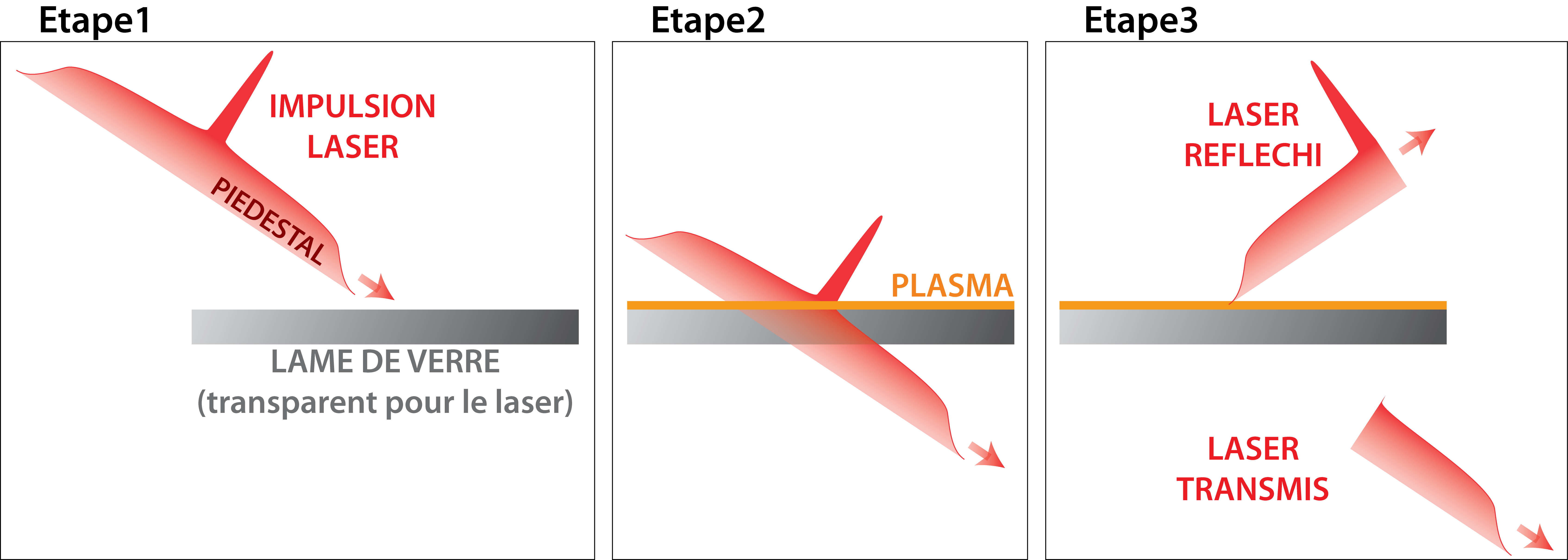
Figure 1 --Amélioration du contraste temporel d'une impulsion laser par miroir plasma en trois étapes: 1 - le laser est focalisé sur une lame de verre traitée antireflet, le piédestal est transmis à travers le verre - 2 - lorsque l'éclairement laser dépasse le seuil d'ionisation au début de l'impulsion principale, la surface du verre devient un plasma - 3 - ce plasma réfléchit ensuite le reste de l'impulsion laser de façon spéculaire.

### Miroirs plasmas àultra haute intensité: une recherche active

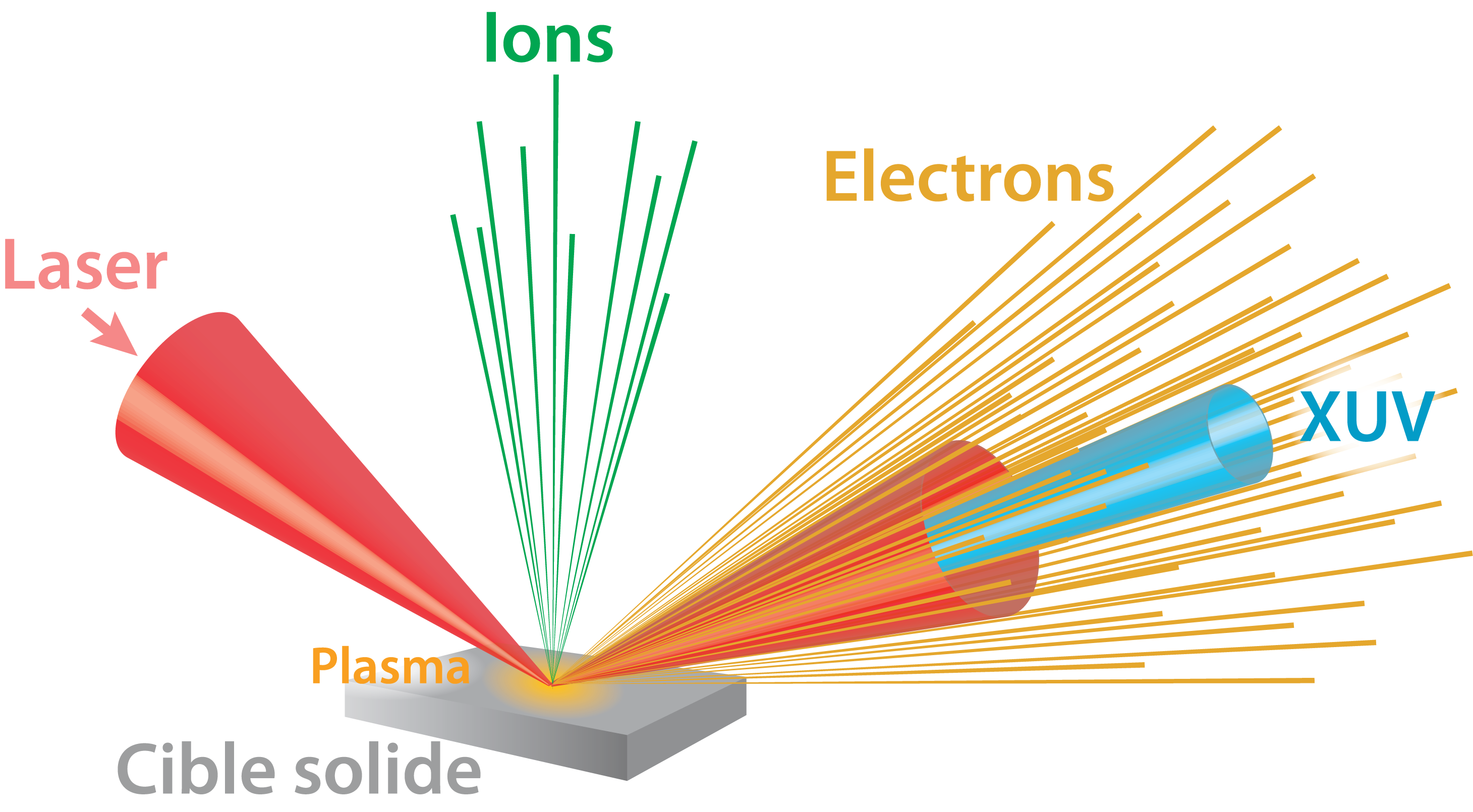
Figure 2 -- Miroir plasma illuminé par un laser ultra-intense: applications. - 1 - Rayonnement XUV émis dans la direction spéculaire. - 2 - Faisceau d'électrons relativistes émis autour de la direction spéculaire. - 3 - Faisceau d'ions énergétiques émis suivant la direction normale à la surface de la cible.

Comme illustré sur la figure 2, lorsqu’un miroir plasma est éclairé par un laser ultra-intense, des effets complexes lors de l’interaction génèrent des rayonnements XUV ainsi que des faisceaux d’électrons et d’ions de haute énergie.

#### Faisceau XUV
Au cours de l’interaction laser-plasma, les électrons oscillent sous l’effet du champ laser incident. Or, du fait de la très haute amplitude du champ, les électrons ont une réponse non linéaire. Le champ réfléchi est alors déformé périodiquement. Si on filtre (enlève) la pulsation laser, cette déformation périodique correspond à une suite d’impulsions attosecondes (une impulsion de quelques centaines d’attosecondes à chaque période laser). Dans le domaine spectral, ces variations périodiques très rapides du champ se traduisent par des harmoniques d’ordre élevé de la pulsation laser, c’est¬-à-dire des longueurs d’onde XUV. Deux processus de génération d’harmoniques sur miroirs plasmas sont connus à l'heure actuelle,. Ce rayonnement XUV se situe au centre du faisceau laser réfléchi (voir figure). Ces faisceaux peuvent être utilisés pour sonder des processus ultra-brefs dans la matière.

#### Faisceaux d’électrons
Dans le même temps, lors de leur oscillation à la surface de la cible, certains électrons peuvent être arrachés du plasma et éjectés vers le vide à vitesse relativiste dans la direction spéculaire. Une seconde étape où ils interagissent avec le laser réfléchi dans le vide les repousse du champ très intense : leur répartition angulaire finale se trouve autour de la direction spéculaire.  Pour l’instant seules quelques expériences pionnières ont été réalisées et les énergies électroniques restent modestes, de l’ordre d’une dizaine de MeV. Cependant, ces paquets d’électrons relativistes ont la propriété d’avoir une très haute charge. Ils ouvrent des perspectives pour sonder la matière dans des conditions extrêmes.

#### Faisceaux d’ions
Enfin, la séparation spatiale des ions et des électrons à la surface du plasma crée une forte force de rappel qui accélère une partie des ions suivant la normale à la cible. Les énergies atteintes à l’heure actuelle sont de l’ordre de quelques dizaines de MeV. Ces faisceaux sont un espoir pour réduire la taille des accélérateurs conventionnels (linéaires) utilisés pour le traitement de tumeurs cancéreuses par irradiation.